# Lindsay Gaze
Lindsay John Casson Gaze, né le 16 août 1936 à Adélaïde, Australie, est un joueur et entraîneur australien de basket-ball.
Il dispute les Jeux olympiques de 1964, figurant également dans l'équipe d'Australie qui participe aux tournois pré-olympiques de 1960 et 1968 sans toutefois parvenir à sa qualifier pour les Jeux. Il est également membre de l'équipe australienne qui dispute le championnat du monde de 1970 de Ljubljana.
Comme entraîneur, il dirige l'équipe australienne lors de quatre éditions des Jeux, en 1972, 1976, 1980 et 1984 et lors des mondiaux de 1974 à Puerto Rico, 1978 aux Philippines de 1982 en Colombie. Gaze dirige les Melbourne Tigers durant 35 ans, dont 22 de National Basketball League (NBL), gagnant les championnats 1993 et 1997. Il est nommé entraîneur de l'année en 1989, 1997 et 1999 et est le second entraîneur au nombre de victoires.
Lindsay Gaze est membre de l'Australian Basketball Hall of Fame en tant que joueur et qu'entraîneur, membre associé du Sport Australia Hall of Fame, et est introduit au FIBA Hall of Fame en 2010.